# PHQ-4

Der Fragebogen PHQ-4

PHQ-4 bezeichnet in der Psychiatrie die Ultrakurzform des Gesundheitfragebogens für Patienten (PHQ-D). Er umfasst die ersten beiden Fragen des Depressionsmoduls des PHQ-D (PHQ-2) und die ersten beiden Fragen des Moduls zur Erfassung der generalisierten Ängstlichkeit (GAD-2).

## Aufbau des PHQ-4
Der PHQ-2 besteht aus den beiden diagnostischen Kernkriterien für depressive Störungen nach DSM-IV. Der GAD-2 besteht aus zwei Kernkriterien für die Generalisierte Angststörung nach DSM-IV, die sich auch als wirksames Screening-Instrument für die Störungen soziale Phobie, Panikstörung und posttraumatische Belastungsstörung erwiesen haben. Deshalb wurden beide Instrumente mit je 2 Fragen zu einem neuen Instrument, dem PHQ-4, zusammengefasst. Gemäß den Ursprungsskalen des Gesundheitfragebogens für Patienten (PHQ-D) wird im PHQ-4 gefragt, wie oft man sich im Verlauf der letzten zwei Wochen durch Interessens- und Freudeverlust (Frage 1) und Niedergeschlagenheit, Schwermut oder Hoffnungslosigkeit (Frage 2) sowie durch Nervosität, Ängstlichkeit oder Besorgnis (Frage 3) und Unruhegefühlen (Frage 4) beeinträchtigt gefühlt hat. Antwortmöglichkeiten sind
- „überhaupt nicht“,
- „an einigen Tagen“,
- „an mehr als der Hälfte der Tage“ und
- „fast jeden Tag“,

denen entsprechend die Zahlenwerte 0 bis 3 zugeordnet sind. Bei der Auswertung des PHQ-4 werden die Ausprägungen auf den vier Items addiert, sodass der Summenwert Werte von 0 bis 12 annehmen kann.

## Testdiagnostische Gütekriterien des PHQ-4
'Reliabilität: Die Interne Konsistenz beträgt nach Cronbach α = 0,85.
- Faktorielle Validität: Explorative und konfirmatorische Faktorenanalysen bestätigten die Anordnung beider Items auf zwei Faktoren mit den Items des GAD-2 auf dem ersten Faktor und der Items des PHQ-2 auf dem zweiten Faktor.[1][2]
- Vergleichswerte: Der mittlere Kennwert in einer Stichprobe mit 2149 Patienten beträgt 2.5 (SD = 2.8)[1]

## Hinweise zur Nutzungsberechtigung
Der PHQ-D und seine Subskalen sind frei und kostenlos erhältlich und können ohne Gebühren für nicht-kommerzielle Zwecke angewendet werden. Bei der Verwendung des PHQ-D bzw. einer Kurzform muss die deutsche Fassung des Instrumentes bei der Publikation der generierten Daten korrekt zitiert sein.